# Luka, Nemîriv
Luka (în ucraineană Лука, transliterat: Luka) este un sat în comuna Nîkîforivți din raionul Nemîriv, regiunea Vinnița, Ucraina.

## Demografie
Componența lingvistică a localității Luka
     Ucraineană (96,73%)
     Rusă (3%)
     Alte limbi (0,27%)
Conform recensământului din 2001, majoritatea populației localității Luka era vorbitoare de ucraineană (96,73%), existând în minoritate și vorbitori de rusă (3%).